# Windsor (Nova Scotia)
Windsor is een plaats (town) in de Canadese provincie Nova Scotia en telt 3709 inwoners (2006). De oppervlakte bedraagt 9,06 km².